# Gran quaresma
La gran quaresma (grec: Μεγάλη Τεσσαρακοστή, Megali Tessarakostí) o gran dejuni (grec: Μεγάλη Νηστεία, Megali Nistia) és el període de dejuni més important de l'any eclesiàstic de nombroses denominacions del cristianisme oriental. El seu propòsit és preparar els cristians per a la Pasqua, la festa més important de l'any eclesiàstic.
La gran quaresma té els mateixos orígens que la quaresma del cristianisme occidental i hi té molts punts en comú. Hi ha diferències pel que fa a la cronologia de la quaresma, a banda del còmput de la data de Pasqua i les pràctiques associades, tant en la litúrgia pública com en els actes de fe privats.
Habitualment, la Pasqua oriental cau després de l'occidental, amb una diferència de fins a cinc setmanes. De tant en tant, cauen el mateix dia. La gran quaresma dura quaranta dies, igual que la quaresma occidental, però a diferència del que passa a Occident, els diumenges estan inclosos en el recompte i Setmana Santa no.
La gran quaresma comença oficialment el Dilluns Net, set setmanes abans de Pasqua (el dimecres de cendra no es commemora en el cristianisme oriental), i dura 40 dies seguits. Acaba amb la Litúrgia Presantificada del divendres de la sisena setmana. L'endemà és Dissabte de Llàtzer, el dia abans de Diumenge de Rams. Així doncs, quan coincideixen les dates de Pasqua, Dilluns Net és dos dies abans de dimecres de cendra.
El dejuni continua tot al llarg de la setmana següent (Setmana Santa) i no s'acaba fins després de la vetlla pasqual, ben d'hora al matí de Pasqua (Diumenge de Pasqua).